# Rusłan Auszew
Rusłan Sułtanowicz Auszew, ros. Руслан Султанович Аушев (ur. 29 września 1954 we wsi Wołodarskoje) – prezydent Inguszetii w latach 1993–2001. Jest opisywany jako najmłodszy oficer Armii Radzieckiej, który zdobył stopień generała lejtnanta. 7 maja 1982 roku otrzymał tytuł Bohatera Związku Radzieckiego za działania wojenne w Afganistanie. Auszew stał się najpopularniejszym politykiem Inguszetii, zachowując pokój i stabilność w prowincji podczas wojen czeczeńskich. 

## Wczesne lata
Urodził się 29 października 1954 roku w inguskiej rodzinie mieszkającej w Kazachstanie, która została deportowana z Inguszetii w 1944 roku.

## Służba wojskowa
Wstąpił do Armii Radzieckiej w 1971 roku i ukończył Wyższą Szkołę Dowodzenia Połączonych Broni w Ordżonikidze w 1975, po czym służył w Północnokaukaskim Okręgu Wojskowym, gdzie awansował na stanowisko szefa sztabu batalionu strzelców zmotoryzowanych. Przybył do Afganistanu w 1980 roku. Tam dowodził batalionem strzelców zmotoryzowanych 180 Pułku Strzelców Zmotoryzowanych w ramach ograniczonego kontyngentu wojsk radzieckich w tym kraju. Po udanym przeprowadzeniu swojego batalionu przez niebezpieczne starcie z rebeliantami, którzy próbowali wziąć ich w zasadzkę, 7 maja 1982 roku został wyróżniony tytułem Bohatera Związku Radzieckiego i Orderem Lenina. Następnie uczęszczał do Akademii Wojskowej im. Michaiła Frunzego, którą ukończył w 1985 roku, zanim wrócił do Afganistanu jako major. 16 października 1986 roku doznał poważnych obrażeń na przełęczy Salang, ale ostatecznie wrócił do służby. W latach 1989–1991 studiował w Wojskowej Wyższej Szkole Sztabu Generalnego, którą ukończył z wyróżnieniem. Awansowany do stopnia generała majora w 1991 roku, a do stopnia generała lejtnanta w 1997.

## Kariera polityczna
Wszedł do sowieckiego parlamentu, gdzie przez dwa lata pracował w Komisji Spraw Wojskowych. W listopadzie 1992 roku Auszew został wyznaczony na kierownika tymczasowej administracji Inguszetii, z której to funkcji zrezygnował dwa miesiące później, by startować w pierwszych inguskich wyborach prezydenckich. Będąc jedynym kandydatem, zdobył prezydenturę 28 lutego 1993 roku, zdobywszy 98,60% głosów, a dwa lata później został wybrany ponownie.
Podczas I wojny czeczeńskiej aż 200 tys. uchodźców z Czeczenii i sąsiedniej Osetii Północnej nadwerężyło i tak już słabą gospodarkę Inguszetii, ponadto Auszew kilkakrotnie protestował przeciwko najazdom rosyjskich żołnierzy, a nawet groził pozwaniem rosyjskiego Ministerstwa Obrony za wyrządzone szkody. Powiedział także, że jego ludzie nie mogą zapomnieć, jak te same rosyjskie kolumny pancerne „i ten sam minister obrony” (Pawieł Graczow) pomagali w niszczeniu inguskich osiedli i wypędzeniu inguskiej ludności podczas konfliktu etnicznego w Osetii Północnej w 1992 roku.
Zrezygnował z prezydentury w grudniu 2001 roku, a 23 maja 2002 roku Murat Ziazikow został w kontrowersyjnych okolicznościach wybrany na nowego prezydenta Inguszetii. Od tego czasu republika stała się bardziej niebezpiecznym miejscem.
Następnie Auszew został wybrany do Rady Federacji, wyższej izby rosyjskiego parlamentu w grudniu 1993 roku, z którego to stanowiska zrezygnował w kwietniu 2003 roku. Służył jako negocjator drugiego dnia kryzysu w szkole w Biesłanie, przekonując terrorystów do uwolnienia 26 karmiących matek i ich dzieci.
30 września 2008 roku w wywiadzie dla radia Echo Moskwy skomentował coraz bardziej napiętą sytuację w Inguszetii, zarzucając jej ówczesnym władzom nadmierne użycie siły w republice, prowadzące do radykalizacji społeczeństwa i grożące przeistoczeniem się sytuacji w Inguszetii w wojnę domową. Opozycyjny portal informacyjny Inguszetia.org podał, że nowy inguski prezydent Murat Ziazikow nakazał telewizyjno-radiowemu centrum rozgłośni republiki zablokowanie sygnału Echa Moskwy na czas audycji Auszewa.

## Życie osobiste
Jest żonaty z Azą Auszewą i ma dwóch synów, Alego i Umara, oraz dwie córki, Leilę i Lemę.